# Di(e)ce
di[e]ce o di(e)ce (ｄｉ［ｅ］ｃｅ-ダイス- ?, di[e]ce –daisu-) è un manga scritto da Saki Otō e disegnato da Kana Yamamoto. È stato serializzato dal 2007 al 2010 su Monthly Comic Zero Sum ed in seguito raccolto in sei volumi tankōbon, pubblicati da Ichijinsha. Una versione in italiano è stata edita da RW Edizioni con l'etichetta Goen.
La storia parla di due migliori amici, Kazuki Naruse e Haruki Koutake. Nonostante non abbiano legami di sangue, si somigliano molto e sono entrambi nati l'11 novembre. Il giorno del loro 16º compleanno, il gioco di uccisioni e sopravvivenza, chiamato di[e]ce, comincia, rivelando che i due ragazzi sono due re che devono uccidersi a vicenda per completare il gioco.

## Trama
La storia ha inizio nella Seitokou Academy, che si trova nell'area immaginaria Boudo, Tokyo. Lì il re dei giochi arcade, Kazuki Naruse, è il miglior amico del presidente del consiglio studentesco, Haruki Koutake. Sono fisicamente molto simili e sono nati lo stesso giorno, l'11 novembre. Il giorno del loro 16º compleanno, un gioco di sopravvivenza, di[e]ce, comincia. Kazuki e Haruki si rivelano essere re del gioco, e, non potendo esistere due re, uno deve uccidere l'altro. Mentre incontrano vari giocatori come Sion e Gara, i due cercano di uccidersi a vicenda.

## Personaggi
- Kazuki Naruse, uno studente del primo anno alla Seitokoh Academy che riveste il ruolo di re nel gioco di di(e)ce. Fuori da di(e)ce, è conosciuto per essere il re dei giochi arcade e per avere talento nelle attività sportive. Mostra spesso una grande lealtà verso i suoi sentimenti specialmente nell'amicizia, ed è un tipo coraggioso. È molto premuroso, ma a volte si dimostra piuttosto stupido.

Alla fine della storia verrà rivelato che Kazuki è una copia imperfetta di Saryuu fatta con dei suoi frammenti e nel finale Kazuki diventerà una sua copia perfetta.
- Haruki Koutake, uno studente del primo anno alla Seitokoh Academy miglior amico di Kazuki sin dall'infanzia e presidente del consiglio studentesco. Si rivela essere l'altro re nel gioco di di(e)ce. È molto devoto al suo lavoro ed è molto responsabile. Agisce con saggezza ma a volte nel prendere le decisioni si dimostra ingenuo. È anche molto premuroso. Alla fine della storia si scopre che Haruki è un'esatta copia di Akikage, che agisce come controparte di Kazuki.

## Media

### Manga
| Nº | Data di prima pubblicazione | Data di prima pubblicazione | Data di prima pubblicazione | Data di prima pubblicazione |
| Nº | Giapponese                  | Giapponese                  | Italiano                    | Italiano                    |
| -- | --------------------------- | --------------------------- | --------------------------- | --------------------------- |
| 1  | 25 settembre 2007           | ISBN 978-4-7580-5308-2      | 26 novembre 2011            | ISBN 978-88-97349-46-4      |
| 2  | 24 maggio 2008              | ISBN 978-4-7580-5349-5      | 21 gennaio 2012             | ISBN 978-88-97349-61-7      |
| 3  | 25 marzo 2009               | ISBN 978-4-7580-5400-3      | 24 marzo 2012               | ISBN 978-88-97349-77-8      |
| 4  | 24 ottobre 2009             | ISBN 978-4-7580-5452-2      | 26 maggio 2012              | ISBN 978-88-97349-97-6      |
| 5  | 24 aprile 2010              | ISBN 978-4-7580-5496-6      | 14 luglio 2012              | ISBN 978-88-6712-023-9      |
| 6  | 25 novembre 2010            | ISBN 978-4-7580-5557-4      | 15 settembre 2012           | ISBN 978-88-6712-033-8      |

### Drama CD
Il 25 dicembre 2008, è stato pubblicato un drama CD di di[e]ce. È composto da otto tracce, sette narranti la storia e una composta da commenti.